# Epinephelus marginatus
La garopa, mero o chernia marrón (Epinephelus marginatus) es un pez actinopterigio perciforme de la familia Serranidae.

## Hábitat y distribución
Vive en el mar Mediterráneo, en el océano Atlántico cerca de las Azores, Islas Canarias, frente a las costas del sur de Brasil, Uruguay y norte de la costa de Argentina y en el océano Índico frente a las costas de Mozambique y Madagascar, comúnmente a una profundidad entre los 10 y 50 m, llegando a veces hasta los 200 m, especialmente en áreas de fondos rocosos o cerca de grutas.

## Descripción
Mide entre 140 y 150 cm de largo y pesa en promedio 60 kg. Vive unos 50 años habiéndose observado una edad máxima de 61 años). Tiene boca grande y prominente con labios gruesos; su aleta dorsal es larga; su aleta caudal es convexa y le permite movimientos rápidos en distancias cortas y su cola es redondeada. En el opérculo tiene tres espinas.
Su color varía del verde al marrón dependiendo de la estación y de la edad. Es verde a azulado durante su fase juvenil. El adulto es marrón obscuro con los puntos amarillos fuerte y claro. Puede además presentar distintas coloraciones según su estado emocional y reproductor.
Se distingue de otras especies parecidas por el margen de la aleta caudal redondeado de forma convexa, por las bandas laterales claras en la cabeza y por el color típicamente marrón, más gris en otras especies.

## Comportamiento
Solitario, territorial, algo esquivo, pero está documentada cierta curiosidad de esta especie.

## Reproducción
Es hermafrodita sucesivo madurando como hembra hacia los 5 años y convirtiéndose en macho hacia los 12 años, aunque puede hacerlo desde los 7 años según la situación demográfica del grupo. Se aparea durante el verano. La hembra transitoria busca al macho en su territorio y lo espera.

## Alimentación
Se nutre principalmente de moluscos, especialmente octópodos y crustáceos así como también de algunos peces.